# David Webster
David Webster (11 de septiembre de 1987) es un deportista australiano que compitió en remo como timonel. Ganó cuatro medallas en el Campeonato Mundial de Remo, en los años 2010 y 2011.

## Palmarés internacional
| Campeonato Mundial | Campeonato Mundial        | Campeonato Mundial | Campeonato Mundial      |
| Año                | Lugar                     | Medalla            | Prueba                  |
| ------------------ | ------------------------- | ------------------ | ----------------------- |
| 2010               | Cambridge (Nueva Zelanda) | Medalla de oro     | Dos con timonel         |
| 2010               | Cambridge (Nueva Zelanda) | Medalla de plata   | Ocho con timonel ligero |
| 2011               | Bled (Eslovenia)          | Medalla de oro     | Ocho con timonel ligero |
| 2011               | Bled (Eslovenia)          | Medalla de plata   | Dos con timonel         |